# Hans Richter (Maler)
Hans Richter (* 25. März 1891 in Dresden; † 28. April 1977 in Karl-Marx-Stadt) war ein deutscher Aquarellmaler und Zeichner.

## Leben
Der in Dresden geborene und in Karl-Marx-Stadt/Chemnitz lebende Hans Richter hielt das Vorkriegschemnitz in seinen Aquarellen und Zeichnungen ebenso fest wie die im Zweiten Weltkrieg zerstörte Stadt und den darauf folgenden Wiederaufbau. 1949 zeigte das Schloßbergmuseum Chemnitz eine Ausstellung seiner Bilder, die damals von fast zweitausend Chemnitzern besucht wurde. Seine regelmäßige Teilnahme an den Mittelsächsischen Kunstausstellungen von 1948 bis 1958 machte ein großes Publikum mit seinen detailreichen Arbeiten, die auch den unmittelbaren Veränderungen der Stadt gewidmet waren, vertraut. In den Bilderheften des Schloßbergmuseums Unsere Heimatstadt in Bildern, die Ende der 1950er Jahre erschienen, war Hans Richter mit seinen Arbeiten ebenso vertreten. 2002 zeigte das Schloßbergmuseum eine weitere Ausstellung, diesmal unter dem Namen Daheim und Unterwegs. Daraufhin wurden vom Schloßbergmuseum 233 Blätter von ihm aus Privatbesitz angekauft, die eine repräsentative Auswahl von Lebensphasen, Motiven und Techniken des Künstlers und somit einen Querschnitt seines Schaffens beinhalten. Zu den Besonderheiten gehören Mappen mit Arbeiten, die während langer Reisen durch Europa entstanden.

## Ausstellungen

### Einzelausstellungen
- 1949: Von unterwegs und daheim. Schloßbergmuseum, Chemnitz
- postum 2002: Daheim und Unterwegs. Schloßbergmuseum, Chemnitz

### Ausstellungsbeteiligungen
- 1946/1947: „Mitteldeutsche Kunst“, Leipzig, Museum der bildenden Künste[2]

- 1948: 3. Ausstellung Erzgebirgischer Künstler in Freiberg[3]
- 1948: Mittelsächsische Kunstausstellung, Chemnitz, Schlossberg-Museum, und Glauchau, Stadt- und Heimatmuseum Glauchau[4] und weitere Mittelsächsische Kunstausstellungen bis 1958
- 1959, 1960 und 1961: Kunstausstellung des Bezirkes Karl-Marx-Stadt
- 1963: 10 Jahre Architektur, bildende Kunst und bildnerisches Volksschaffen in Karl-Marx-Stadt, Karl-Marx-Stadt, Museum am Theaterplatz[5]